# Wadi Saham
El Wadi Saham (en árabe: وادي سهم‎, romanizado: Wādī Saḩam), es un valle o río seco, con caudal efímero o intermitente, que fluye casi exclusivamente durante la temporada de lluvias, situado al nordeste de los Emiratos Árabes Unidos, en el Emirato de Fuyaira.
El wadi discurre al oeste de la ciudad de Fuyaira, y es afluente, por la derecha, del Wadi Farfar, y subafluente del Wadi Ham, a cuya cuenca hidrográfica pertenece. La cuenca en su conjunto abarca una superficie aproximada de 195 km², y el Wadi Saham forma parte del conjunto de los siete principales wadis que drenan los alrededores de la ciudad de Fuyaira: Wadi Ham, Wadi Farfar, Wadi Saham, Wadi Hayl, Wadi Safad, Wadi Madhab y Wadi Yabsah.
El wadi es especialmente conocido por sus petroglifos, incluida una sola roca que contiene 26 petroglifos en cuatro caras.

## Petroglifos y otros hallazgos
El conjunto de petroglifos más grande del wadi se concentra en una sola roca, al costado de la carretera, con una gran cantidad de jinetes representados, así como formas geométricas como la letra I e imágenes cruciformes.
Los petroglifos se han conservado en gran medida gracias a un depósito bacteriano natural, conocido como barniz del desierto . También se han encontrado petroglifos similares en los sitios cercanos del Wadi Hayl, Hassat Al Risoom (literalmente 'Roca con dibujos'), cerca del pueblo de Roweida, y Wadi Al Shanah.  Se fecharon entre 1300 y 300 a. C.  Algunas fechas de los petroglifos se han adelantado ya en la Edad del Bronce. 
En el curso de los estudios realizados por la Fundación Suiza Liechtenstein se encontraron en el wadi varias tumbas circulares, así como restos dispersos de viviendas de la época islámica. Las ruinas de un fuerte islámico tardío se encuentran en la cabecera del wadi.

## Galería

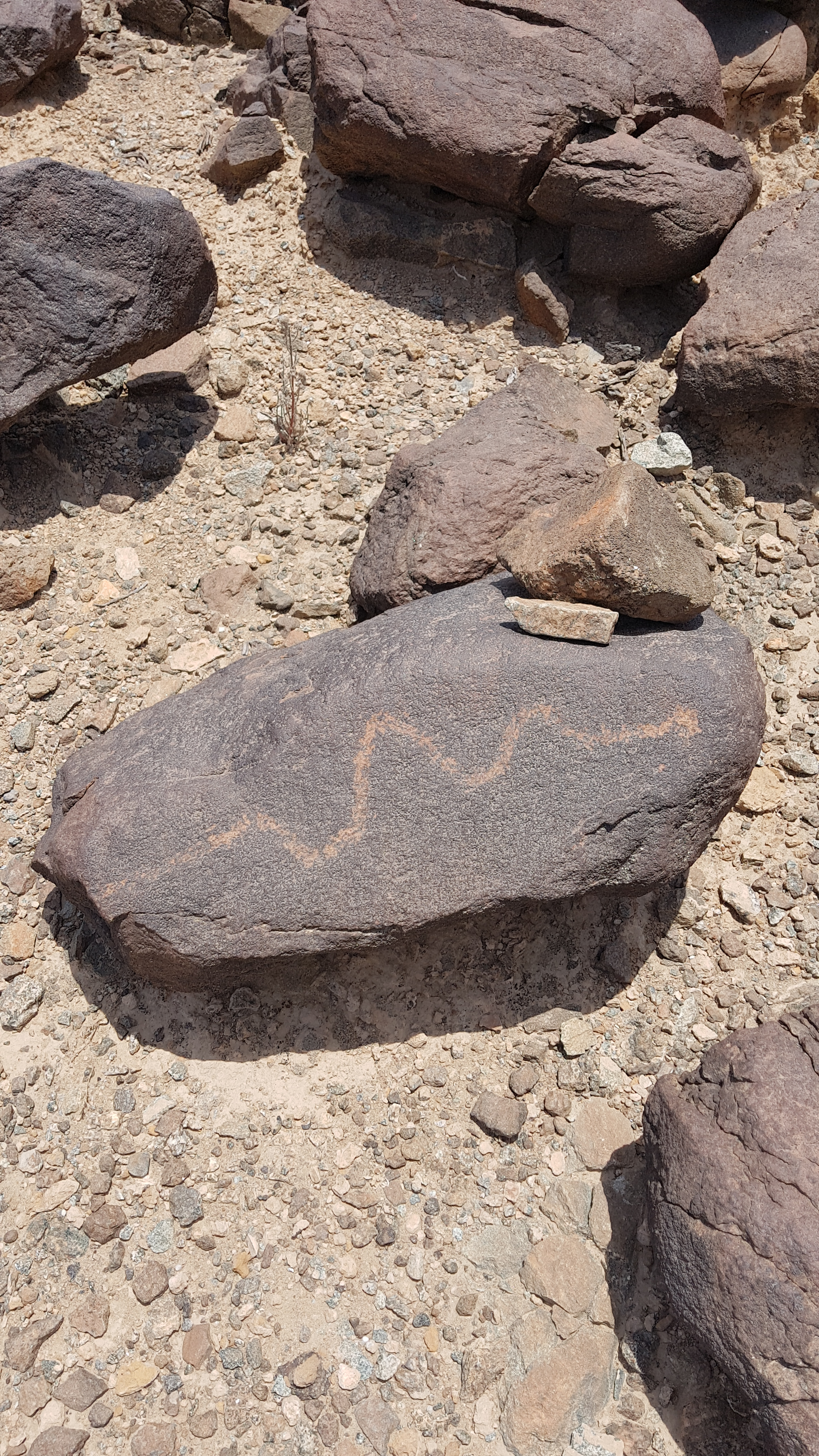
Motivo de serpiente sobre petroglifo. Los motivos de serpientes son una característica común de las decoraciones de la Edad del Hierro en los Emiratos Árabes Unidos.
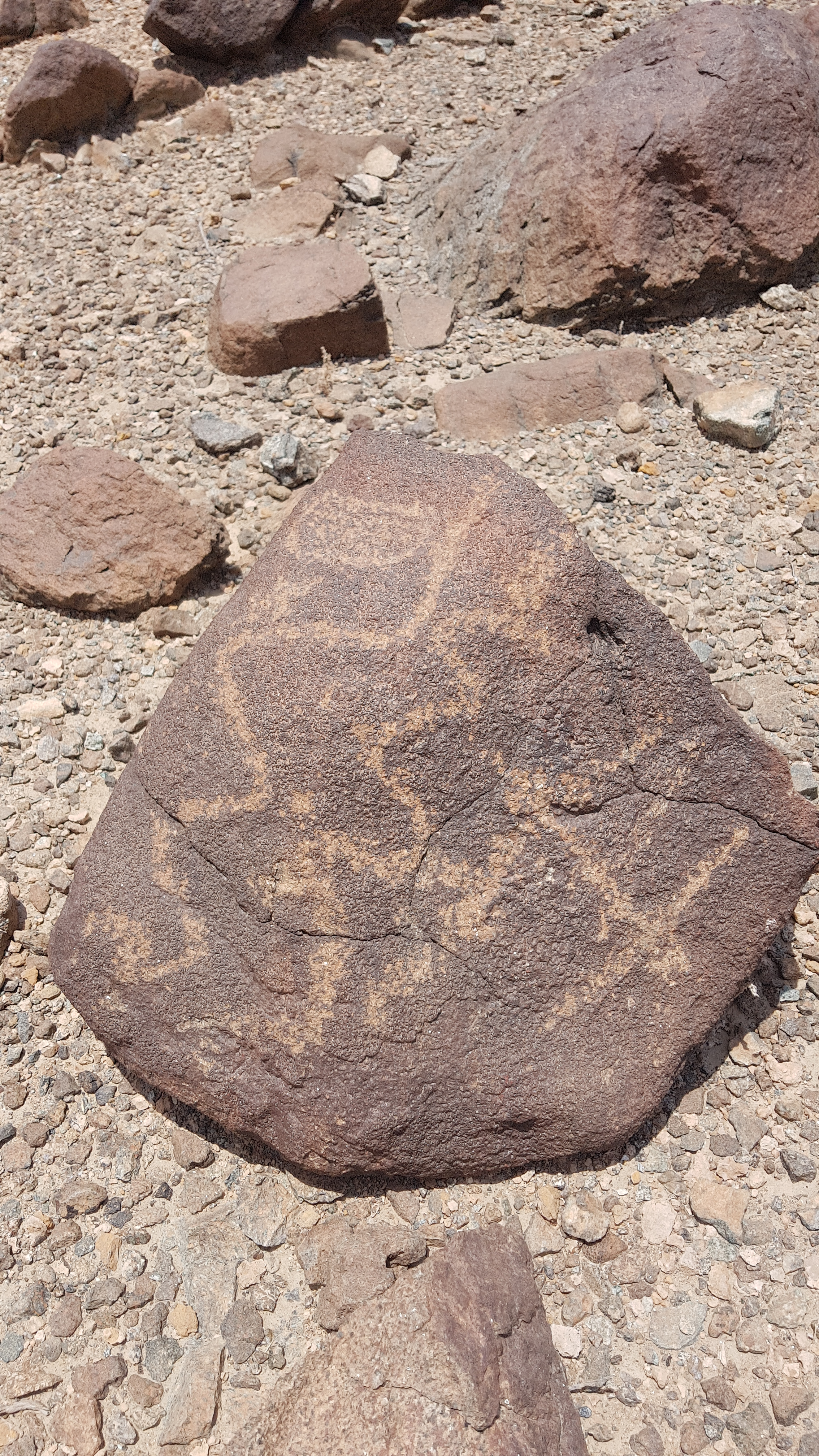
Petroglifos de roca dispersos en el Wadi Saham, en Fujairah